# Tectiphiala
Genre
Classification phylogénétique
Espèces de rang inférieur
- Tectiphiala ferox

Tectiphiala est un genre de palmiers, de la famille des Arecaceae, originaire de l'île Maurice.

## Classification
- Sous-famille des Arecaceae
  - Tribu des Areceae
    - Sous-tribu des Oncospermatinae [1].

Le genre Tectiphiala partage sa sous-tribu avec trois autres genres : Deckenia, Acanthophoenix et Oncosperma .

## Espèces
- Tectiphiala ferox H.E.Moore